# Bảo tàng Bánh mì ở Radzionków
Bảo tàng Bánh mì ở Radzionków (tiếng Ba Lan: Muzeum Chleba w Radzionkowie) là một bảo tàng tọa lạc tại số 5 Phố Zofii Nałkowskiej, Radzionków, Ba Lan. Phương châm hoạt động của Bảo tàng Bánh mì ở Radzionków là thu thập và giới thiệu các hiện vật có liên quan đến lịch sử của nghề làm bánh mì. Bảo tàng Bánh mì ở Radzionków là bảo tàng đầu tiên ở Ba Lan về chủ đề này.

## Lược sử hình thành
Bảo tàng Bánh mì ở Radzionków chính thức mở cửa đón công chúng vào ngày 26 tháng 4 năm 2000. Người thành lập Bảo tàng là Piotr Mankiewicz. Để tạo bộ sưu tập ban đầu của Bảo tàng, Piotr Mankiewicz đã thu thập và mua các vật triển lãm độc đáo tại các hội chợ chuyên bán cổ vật. Từ ngày 19 tháng 10 năm 2006, Bảo tàng Bánh mì ở Radzionków được liệt kê vào Tuyến Di tích Công nghiệp của tỉnh Śląskie.

## Triển lãm
Bộ sưu tập của Bảo tàng Bánh mì ở Radzionków hiện đang bao gồm các triển lãm: máy móc, thiết bị, món ăn, hình ảnh, bưu thiếp và nhiều hiện vật khác có liên quan đến lịch sử của nghề làm bánh mì. Tại Bảo tàng Bánh mì, khách tham quan không chỉ được xem triển lãm mà còn được tự tay nặn và nướng bánh mì.